# Chironomus frisianus
Chironomus frisianus är en tvåvingeart som först beskrevs av Jean-Jacques Kieffer 1912.  Chironomus frisianus ingår i släktet Chironomus och familjen fjädermyggor.
Artens utbredningsområde är Nederländerna. Inga underarter finns listade i Catalogue of Life.